# Julian Anderson
Pour les articles homonymes, voir Anderson.
Julian Anderson (né à Londres le 6 avril 1967), est un compositeur et professeur de composition britannique.

## Biographie
Julian Anderson, naît Londres en 1967 et commence à composer dès l'âge de onze ans. Il étudie la composition avec John Lambert à Londres, avec Alexander Goehr à Cambridge et, à titre privé, avec Tristan Murail à Paris. Il suit les cours d'été de composition dispensés par Olivier Messiaen, Per Nørgård, Oliver Knussen et György Ligeti. Il remporte le prix de composition de la Royal Philharmonic Society en 1993.
Il est aussi une personnalité de la radio et auteur, contribuant à plusieurs périodiques, tels Tempo et The Musical Times, publiant internationalement des articles sur la musique contemporaine. 
Durant la période 1997–2000, il est compositeur en résidence auprès de l'Orchestre Sinfonia 21 ; à partir de 2001 il est compositeur associé à l'Orchestre symphonique de Birmingham. Dans les années suivantes, il occupe la même position auprès de l'Orchestre de Cleveland, puis de l'Orchestre philharmonique de Londres. De 2013 à 2016, il est artiste en résidence du Wigmore Hall à Londres.
Il est actif comme enseignant et musicographe. Il est responsable du département de composition au Royal College of Music de Londres depuis septembre 2000 ; il y est professeur de composition entre 1996 et 2004. Il enseigne à Harvard (2004-2007) et actuellement à la London Guildhall School. 
Son premier opéra, Thebans, sur un livret de Frank McGuinness (en) basé sur la trilogie œdipienne de Sophocle, est créé en mai 2014 à l’English National Opera, au London Coliseum, dans une mise en scène de Pierre Audi et sous la direction d'Edward Gardner.

## Œuvre

### Piano
- Quatre études, pour piano (1996/9)
- Somewhere near Cluj, pour piano (1998)
- Quasi una Passacaglia, pour piano (2002)
- Old Bells, pour piano (2004)

### Musique de chambre
- Quatuor à cordes no 1 « Light Music » (1984)
- Scherzo (with trains), pour 4 clarinettes (1993)
- Seadrift, pour soprano et 3 instrumentistes (1993)
- The Colour of Pomegranates, pour flûte alto et piano (1994)
- The Bearded Lady, pour clarinette et piano (1994)
- The Bearded Lady, pour hautbois/cor anglais et piano (1994)
- I'm nobody, who are you?, pour ténor (ou baryton aigu), violon et piano (1995)
- Bach Machine, pour 3 instrumentistes (1997)
- Lucretius, pour soprano et percussion (2008)
- Prayer, pour alto (2009)
- Another Prayer, pour violon (2012)
- Quatuor à cordes no 2 (2014)

### Ensemble
- Khorovod, pour 15 instrumentistes (1994)
- Tiramisu, pour 10 instrumentistes (1994)
- Tye's Crye, pour orchestre de chambre (1995)
- Past Hymns, pour orchestre de chambre (1996)
- Poetry Nearing Silence, pour 7 instrumentistes; existe aussi sous forme de ballet : Towards Poetry (1997)
- Alhambra Fantasy (2000)
- The Bird Sings with its Fingers , 4 esquisses chorégraphiques pour orchestre de chambre (2001)
- Shir Hashirim, pour soprano et orchestre de chambre (2001)
- Book of Hours, pour ensemble et electronique (2004)
- Transferable resistance, pour ensemble de cuivres (2010)

### Orchestre
- Diptych (1990)
- The Crazed Moon (1997)
- The Stations of the Sun (1998)
- Imagin’d Corners, pour 5 cors et orchestre (2002)
- Symphony (2004)
- Eden (2005)
- Heaven is Shy of Earth, pour mezzo-soprano, chœur et orchestre (2006, rev. 2009-10)
- Alleluia, pour chœur et orchestre (2007)
- Fantasias (2007-9)
- The Discovery of Heaven (2011)
- Harmony, pour chœur et orchestre (2013)
- Concerto pour piano (2017) pour Steven Osborne

### Chœurs
- O Sing unto the Lord, pour chœur mixte (1999)
- Four American Choruses, pour chœur mixte (2001–2004)
- Beautiful Valley of Eden, pour chœur mixte (2002)
- I'm a Pilgrim, pour chœur mixte (2002)
- I saw Eternity, pour chœur mixte (2003)
- Bright Morning Star!, pour chœur mixte (2003)
- At the Fountain, pour chœur mixte (2003)
- My Beloved Spake, pour chœur mixte (2006)
- Bell Mass, pour double chœur mixte et orgue (2010)

### Œuvres scéniques
- Towards Poetry, ballet (1997)
- The Bird Sings with its Fingers, ballet (2000)
- The Comedy of Change, ballet inspiré par Charles Darwin (2009)
- Thebans, opéra (2013-2014)

### Écrits
- « Dans le contexte », Entretemps no 8, septembre 1989 p. 13–23.
- « De Sables à Vues aériennes : le développement d'un style (à propos de Tristan Murail) », Entretemps no 8, septembre 1989, p. 123–137.
- « Scelsi et l'Itinéraire : correspondances, coïncidences, influences », ReM, nos 421–424 (1991)
  - repris dans : Vingt-cinq ans de création contemporaine, L’Itinéraire en temps réel, textes réunis et présentés par Danielle Cohen-Levinas, Paris, L'Harmattan, 1998, p. 149–156.
- « In Harmony - The music of Tristan Murail », The Musical Times, juin 1993.
- « La note juste: Giacinto Scelsi at 90 », The Musical Times, no 136 (1995), p. 22–27.
- « Perception and Deception: Aspects of Per Nørgård's “Hierarchical” Methods and Parallel Developments in Recent Central European Music », The Music of Per Nørgård (1996), p. 147–166.
- « The Orchestral Music, Uncommon Ground: the Music of Michael Finnissy », éd. H. Brougham, C. Fox et I. Pace (Aldershot, 1997), p. 169–210.
- « Messiaen and the Notion of Influence », Tempo, vol. 63, no 247 (janvier 2009), p. 2–17.

## Discographie
- « Alhambra Fantasy » : Khorovod, The Stations of the Sun, The Crazed Moon, Alhambra Fantasy et Diptych - BBC Symphony Orchestra et London Sinfonietta, dir. Oliver Knussen (janvier 2000, décembre 2001, Ondine ODE1012-2)[2],[3] (OCLC 71815897).
- « Book of Hours » : Eden, Imagin’d Corners, Four American Choruses, Symphony et Book of Hours - City of Birmingham Symphony Orchestra, le City of Birmingham Symphony Chorus, et le Birmingham Contemporary Music Group, dir. Martyn Brabbins, Sakari Oramo, Simon Halsey et Oliver Knussen (2006, NMC NMCD121)[4],[5] (OCLC 840348043).
- « Fantasias » : Fantasias, The Crazed Moon et The Discovery of Heaven° - London Philharmonic Orchestra, dir. Ryan Wigglesworth° et Vladimir Jurowski (19 mars/3 décembre/24 mars 2012, LPO LPO-0074)[6],[7] (OCLC 887455483).
- In lieblicher Blaue, Alleluia et The Stations of the Sun - Chœur et London Philharmonic Orchestra, dir. Vladimir Jurowski (1/14 mars, décembre 2013, LPO LPO-0089)[8] (OCLC 987619229)